# Marjan Ridder

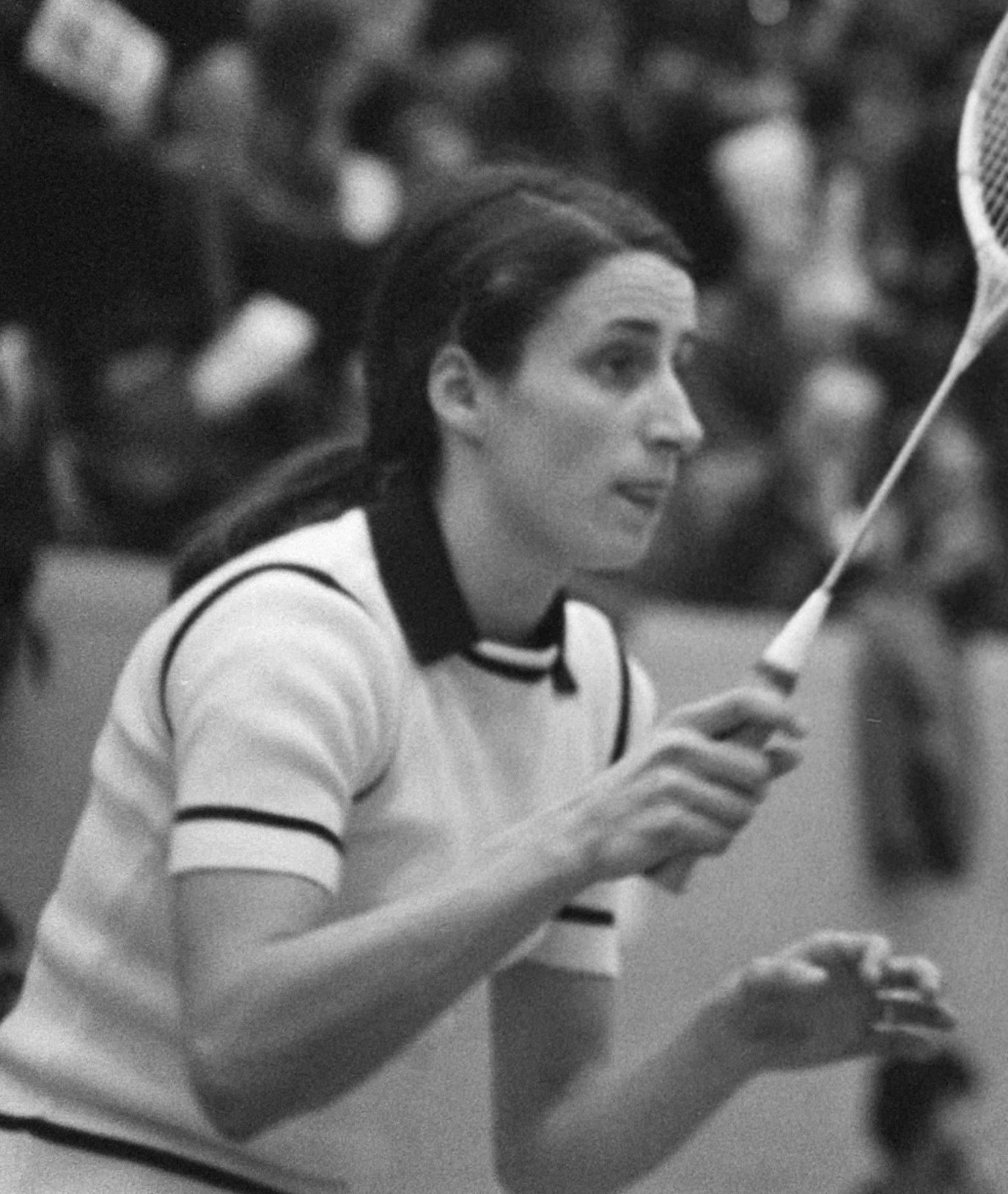
Marjan Ridder, 1976

Marjan Ridder (* 3. Mai 1953 in Haarlem als Marjan Luesken) ist eine ehemalige niederländische Badmintonspielerin. Sie ist mit Rob Ridder verheiratet. Sie ist nicht zu verwechseln mit Marja Ridder.

## Karriere
Marjan Ridder gewann in ihrer Heimat unzählige Meistertitel in den Doppeldisziplinen und im Einzel.
Auch international war sie überaus erfolgreich. Sie gewann Bronze bei den Europameisterschaften 1974, 1976 und 1978 und siegte unter anderem bei den Swiss Open, Welsh Open, Dutch Open, Irish Open, Scottish Open, Czech Open, German Open, Portugal Open, Denmark Open und den Belgium Open.
Als größter Erfolg ihrer Karriere verbleibt jedoch der Gewinn der Silbermedaille im Damendoppel mit Joke van Beusekom bei der Weltmeisterschaft 1977.
Ihren letzten Titel errang sie im Jahre 2006.

## Sportliche Erfolge
| Saison    | Veranstaltung                                         | Disziplin   | Platz | Name                                |
| --------- | ----------------------------------------------------- | ----------- | ----- | ----------------------------------- |
| 1969      | Europameisterschaft der Junioren                      | Damendoppel | 1     | Joke van Beusekom / Marjan Luesken  |
| 1970      | Niederlande: Einzelmeisterschaften                    | Damendoppel | 1     | Marja Ridder / Marjan Luesken       |
| 1971      | Europameisterschaft der Junioren                      | Dameneinzel | 2     | Marjan Luesken                      |
| 1971      | Europameisterschaft der Junioren                      | Damendoppel | 3     | Marjan Luesken / Henny Wesdorp      |
| 1971      | Niederlande: Einzelmeisterschaften der Junioren       | Dameneinzel | 1     | Marjan Luesken                      |
| 1971      | Europameisterschaft der Junioren                      | Mixed       | 3     | Rob Ridder / Marjan Luesken         |
| 1972      | Niederlande: Einzelmeisterschaften der Junioren       | Dameneinzel | 1     | Marjan Luesken                      |
| 1972/1973 | Dänemark: Internationale Meisterschaften              | Damendoppel | 1     | Joke van Beusekom / Marjan Luesken  |
| 1973      | Niederlande: Einzelmeisterschaften                    | Damendoppel | 1     | Marjan Ridder / Marjan Luesken      |
| 1974      | Europameisterschaft                                   | Damendoppel | 3     | Joke van Beusekom / Marjan Luesken  |
| 1974      | Südafrikanische Meisterschaft                         | Damendoppel | 1     | Joke van Beusekom / Marjan Luesken  |
| 1974/1975 | Deutschland: Internationale Meisterschaften           | Damendoppel | 2     | Joke van Beusekom / Marjan Luesken  |
| 1975      | Scottish Open                                         | Dameneinzel | 1     | Marjan Luesken                      |
| 1975      | Niederlande: Einzelmeisterschaften                    | Damendoppel | 1     | Joke van Beusekom / Marjan Luesken  |
| 1975      | Irland: Internationale Meisterschaften                | Damendoppel | 1     | Marjan Luesken / Joke van Beusekom  |
| 1975      | Scottish Open                                         | Damendoppel | 1     | Marjan Luesken / Nora Gardner       |
| 1975/1976 | Belgien: Internationale Meisterschaften               | Damendoppel | 1     | Marjan Luesken / Thatcher           |
| 1975/1976 | Dänemark: Internationale Meisterschaften              | Damendoppel | 1     | Joke van Beusekom / Marjan Luesken  |
| 1976      | Niederlande: Einzelmeisterschaften                    | Damendoppel | 1     | Joke van Beusekom / Marjan Luesken  |
| 1976      | Niederlande: Einzelmeisterschaften                    | Mixed       | 1     | Guus van der Vlugt / Marjan Luesken |
| 1976      | England: Internationale Meisterschaften – All England | Damendoppel | 3     | Joke van Beusekom / Luesken         |
| 1976      | Europameisterschaft                                   | Mixed       | 3     | Rob Ridder / Marjan Luesken         |
| 1977      | Tschechoslowakische Internationale Meisterschaften    | Mixed       | 1     | Rob Ridder / Marjan Ridder          |
| 1977      | Tschechoslowakische Internationale Meisterschaften    | Dameneinzel | 2     | Marjan Ridder                       |
| 1977      | Weltmeisterschaft                                     | Damendoppel | 2     | Joke van Beusekom / Marjan Ridder   |
| 1977      | Niederlande: Einzelmeisterschaften                    | Damendoppel | 1     | Joke van Beusekom / Marjan Ridder   |
| 1977      | Niederlande: Einzelmeisterschaften                    | Damendoppel | 1     | Joke van Beusekom / Marjan Ridder   |
| 1977      | Niederlande: Einzelmeisterschaften                    | Mixed       | 1     | Rob Ridder / Marjan Ridder          |
| 1977      | Scottish Open                                         | Damendoppel | 1     | Marjan Ridder / Hanke de Kort       |
| 1977      | Scottish Open                                         | Dameneinzel | 1     | Marjan Ridder                       |
| 1977/1978 | Deutschland: Internationale Meisterschaften           | Mixed       | 1     | Rob Ridder / Marjan Ridder          |
| 1978      | Niederlande: Einzelmeisterschaften                    | Mixed       | 1     | Rob Ridder / Marjan Ridder          |
| 1978      | Europameisterschaft                                   | Damendoppel | 3     | Joke van Beusekom / Marjan Ridder   |
| 1978      | Europameisterschaft                                   | Mixed       | 3     | Rob Ridder / Marjan Ridder          |
| 1978      | Wales: Internationale Meisterschaften                 | Damendoppel | 1     | Barbara Sutton / Marjan Ridder      |
| 1978      | Portugal: Internationale Meisterschaften              | Dameneinzel | 1     | Marjan Ridder                       |
| 1979      | Niederlande: Internationale Meisterschaften           | Damendoppel | 1     | Gillian Gilks / Marjan Ridder       |
| 1979/1980 | Belgien: Internationale Meisterschaften               | Damendoppel | 1     | Hanke de Kort / Marjan Ridder       |
| 1979/1980 | Belgien: Internationale Meisterschaften               | Dameneinzel | 1     | Marjan Ridder                       |
| 1979/1980 | Belgien: Internationale Meisterschaften               | Mixed       | 1     | Rob Ridder / Marjan Ridder          |
| 1980      | Niederlande: Einzelmeisterschaften                    | Damendoppel | 1     | Joke van Beusekom / Marjan Ridder   |
| 1980      | Niederlande: Einzelmeisterschaften                    | Mixed       | 1     | Rob Ridder / Marjan Ridder          |
| 1980      | Niederlande: Einzelmeisterschaften                    | Dameneinzel | 1     | Marjan Ridder                       |
| 1981      | Schweiz: Internationale Meisterschaften               | Mixed       | 1     | Rob Ridder / Marjan Ridder          |
| 1981      | Niederlande: Einzelmeisterschaften                    | Mixed       | 1     | Rob Ridder / Marjan Ridder          |
| 1981      | Irland: Internationale Meisterschaften                | Mixed       | 1     | Rob Ridder / Marjan Ridder          |
| 1981      | Portugal: Internationale Meisterschaften              | Damendoppel | 1     | Marjan Ridder / Else Thoresen       |
| 1981      | Niederlande: Einzelmeisterschaften                    | Damendoppel | 1     | Joke van Beusekom / Marjan Ridder   |
| 1982      | Niederlande: Einzelmeisterschaften                    | Mixed       | 1     | Rob Ridder / Marjan Ridder          |
| 1983      | Poona Open                                            | Dameneinzel | 1     | Marjan Ridder                       |
| 1983/1984 | Belgien: Internationale Meisterschaften               | Mixed       | 1     | Rob Ridder / Marjan Ridder          |
| 2006      | Senioren-Europameisterschaft 50+                      | Damendoppel | 3     | Marjan Ridder / Jessy Havelaar      |
| 2006      | Senioren-Europameisterschaft 50+                      | Mixed       | 3     | Rob Ridder / Marjan Ridder          |